# Uroš Tripković
Uroš Tripković (en serbi: Урош Трипковић) (Čačak, Sèrbia, 11 de setembre de 1986), és un exjugador de bàsquet serbi que jugava en la posició d'escorta.
La seva altura és d'1.98 metres i té un pes de 88 kg, cosa que era un jugador ràpid i atlètic, que sumat al seu gran tir de 3 punts, el feia un excel·lent jugador.

## Trajectòria esportiva
- Categories inferiors:KK Partizan Belgrad, Sèrbia
- Temporada 2002-03: KK Partizan Belgrad, Sèrbia (YUBA)
- Temporada 2003-04: KK Partizan Belgrad, Sèrbia (YUBA)
- Temporada 2004-05: KK Partizan Belgrad, Sèrbia (Lliga Adriàtica)
- Temporada 2005-06: KK Partizan Belgrad, Sèrbia (Lliga Adriàtica)
- Temporada 2006-07: KK Partizan Belgrad, Sèrbia (Lliga Adriàtica)
- Temporada 2007-08: KK Partizan Belgrad, Sèrbia (Lliga Adriàtica)
- Temporada 2008-09: KK Partizan Belgrad, Sèrbia (Lliga Adriàtica)
- Temporada 2009-10: DKV Joventut (ACB)
- Temporada 2010-11: Unicaja de Málaga (ACB)
- Temporada 2011-12: Unicaja de Málaga (ACB)
- Temporada 2012-13: Club Baloncesto Valladolid (ACB)[1]